# Mikko Mäenpää
Mikko Ville Kalevi Mäenpää (19 kwietnia 1983 w Tampere) – fiński hokeista, reprezentant Finlandii.

## Kariera
- Tappara U16 (1998-1999)
- Tappara U18 (1999-2000)
- Tappara U20 (2000-2002)
- Tappara (1998-2002)
- JYP U20 (2002-2004)
- JYP (2002-2004)
  -  Sport (2004)
  -  Jukurit (2004)
- Pelicans (2005)
- Jukurit (2005-2006)
- HPK (2006-2010)
  -  Syracuse Crunch (2007)
  -  Skellefteå AIK (2008)
  -  Frölunda HC (2010-2011)
- Amur Chabarowsk (2011-2012)
- CSKA Moskwa (2012-2013)
- HC Lev Praga (2013-2014)
- JYP (2014-2015)
- HC Ambrì-Piotta (2015-2017)
- JYP (2017-2020)

Wychowanek klubu Tappara. Od początku lipca 2012 do końca stycznia 2013 roku zawodnik rosyjskiej drużyny CSKA Moskwa. Od 31 stycznia 2013 roku zawodnik HC Lev Praga. W czerwcu 2013 przedłużył kontrakt dwa lata. Od sierpnia 2014 ponownie zawodnik JYP. Od lipca 2015 zawodnik HC Ambrì-Piotta. Od kwietnia 2017 ponownie zawodnik JYP. Po sezonie 2019/2020 odszedł z drużyny.
Uczestniczył w turniejach mistrzostw świata 2010, 2012.

## Sukcesy
Reprezentacyjne
- Brązowy medal mistrzostw świata juniorów do lat 18: 2001

Klubowe
- Złoty medal Mestis: 2006 z Jukurit
- Brązowy medal mistrzostw Finlandii: 2007 z HPK, 2015 z JYP
- Srebrny medal mistrzostw Finlandii: 2010 z HPK
- Finał KHL o Puchar Gagarina: 2014 z HC Lev Praga

Indywidualne
- SM-liiga (2006/2007):
  - Pierwsze miejsce w klasyfikacji strzelców wśród obrońców w sezonie zasadniczym: 14 goli (Trofeum Juhy Rantasili)
  - Skład gwiazd sezonu
- SM-liiga (2008/2009):
  - Szóste miejsce w klasyfikacji asystentów w sezonie zasadniczym: 36 asyst[7]
    - Pierwsze miejsce w klasyfikacji asystentów wśród obrońców w sezonie zasadniczym: 36 asyst

  - Dwunaste miejsce w klasyfikacji kanadyjskiej w sezonie zasadniczym: 47 punktów[8]
    - Pierwsze miejsce w klasyfikacji kanadyjskiej wśród obrońców w sezonie zasadniczym: 47 punktów
- SM-liiga (2009/2010):
  - Skład gwiazd sezonu
- KHL (2011/2012):
  - Czwarte miejsce w klasyfikacji strzelców wśród obrońców w sezonie zasadniczym: 14 goli
  - Drugie miejsce w klasyfikacji kanadyjskiej wśród obrońców w sezonie zasadniczym: 36 punktów
  - Mecz Gwiazd KHL
- Channel One Cup 2012:
  - Skład gwiazd turnieju
- Channel One Cup 2013:
  - Pierwsze miejsce w klasyfikacji asystentów turnieju: 2 asysty
- KHL (2013/2014):
  - Drugie miejsce w klasyfikacji asystentów wśród obrońców w fazie play-off: 9 asyst
  - Drugie miejsce w klasyfikacji kanadyjskiej wśród obrońców w fazie play-off: 11 punktów